# Санта-Мария-Новелла
Базилика Са́нта-Мари́я-Нове́лла (итал. La Basilica di Santa Maria Novella — Базилика Святой Марии Новая) — церковь во Флоренции (Италия). Находится на одноимённой площади в непосредственной близости от центрального городского вокзала, носящего её имя. Была построена в XIV-XV веках, став первой базиликой во Флоренции, и вскоре превратилась в главную доминиканскую церковь города. Здание храма сочетает в себе элементы готической и ранней ренессансной архитектуры, внутри находятся ценнейшие произведения искусства: алтари, фрески, надгробные монументы.

## История
Церковь Санта-Мария-Новелла располагается на площади, сформировавшейся в XIV столетии. Её южную часть завершает ренессансная лоджия ди Сан Паоло. С середины XVI в. до середины XIX в. на площади проводили палио — скачки в день Св. Иоанна (24 июня) и иные состязания по велению великого герцога тосканского Козимо I. Две беговых дорожки опоясывали овальную площадь, на оконечностях которой стояли две деревянные пирамиды. Зрители с герцогом во главе находились в лоджии. В XVII в. по проекту Джованни да Болонья деревянные пирамиды заменили мраморными обелисками (каждый покоится на четырёх бронзовых черепахах). В центре площади устроили фонтан. С восточной части к церкви примыкает кладбище, где захоронены представители многих знатных флорентийских семей. Из художников — Доменико Гирландайо.
Церковь обязана своим названием доминиканской молельне (ораторию) IX века Санта Мария делле Винье, изначально находившейся здесь. Когда в 1221 году с целью примирить вражду между местными гвельфами и гибеллинами это место было отдано во владение доминиканскому ордену, монахи решили построить на нём новую церковь и прилегающий к ней монастырь. План строительства был разработан двумя монахами — Фра Систо Фьорентино и Фра Ристоро Кампи. Строительство началось в середине XIII века (около 1246 года); в 1279 году были закончены нефы, а около 1360 года Фра Якопо Таленти завершил постройку колокольни в романско-готическом стиле и сакристии. К тому времени была завершена лишь нижняя часть фасада в тосканском готическом стиле. В 1420 году церковь была освящена.

## Архитектура

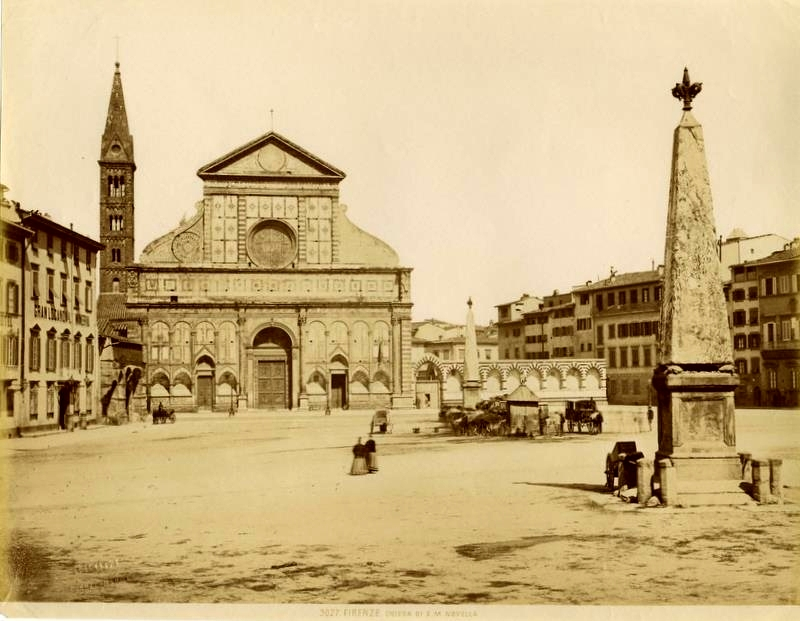
Церковь на фотографии Джакомо Броджи (конец XIX века)

В 1456—1470 годах по заказу Джованни ди Паоло Ручеллаи, местного торговца и банкира, архитектором Леоном Баттистой Альберти была предпринята перестройка фасада церкви. Выдающийся архитектор создал портал, фланкированный двумя колоннами коринфского ордера, облицованными зелёным мрамором, и всю верхнюю часть церкви с её чёткой ритмикой квадратов, инкрустированных белым и тёмно-зелёным мрамором. Такой приём получил название «инкрустационного», или «романо-флорентийского», стиля. Геометрический узор из разноцветных мраморных плиток: квадратов, окружностей, ромбов типичен для архитектуры Флоренции и во многом определяет неповторимый облик городских построек. Согласно одной из гипотез, такой стиль возник от обилия мраморных облицовок древнеримских построек, которые в Средневековье использовали для новых зданий. По иной версии, этот приём появился под влиянием восточной, византийско-арабской архитектуры через посредство Венеции. Не случайно в нижнем ярусе церкви Санта-Мария-Новелла имеются типичные византийско-арабские стрельчатые «полосатые» арки, образующие арочные ниши и на боковых фасадах, а также на ограждающих стенах клуатра.
Композиция квадратов главного фасада церкви ограничена с трёх сторон геральдическими символами семьи Ручеллаи, по заказу которой она была построена. Архитектор Альберти был флорентийцем, но работал главным образом в Риме. В своем творчестве он следовал классицистическому методу и идее рационального пропорционирования. Поэтому ещё одна интрига композиции фасада заключена в том, что за мелкими квадратами облицовки скрываются три больших квадрата равной площади, составляющих модульную структуру (любимый приём Альберти): два в нижней части фасада и один, центральный, в верхней за вычетом двух больших волют (это ещё одно открытие Альберти) и треугольного фронтона. Причём каждый квадрат делится на четыре малых квадрата. S-образная линия волют оказывается диагональю, делящей пополам дополнительные боковые малые квадраты, портал образован шестью малыми квадратами и так далее, вплоть до рисунка облицовки.
На фризе под фронтоном находится надпись на латыни с упоминанием имени строителя церкви: IOHAN(N)ES ORICELLARIUS PAU(LI) F(ILIUS) AN(NO) SAL(UTIS) MCCCCLXX (Джованни Ручеллаи, сын Паоло, в благословенный 1470 год). Интерьер храма сохраняет готический вид, он разделён на три нефа аркадами, опирающимися на пучки колонн. Несущие арки имеют стрельчатую форму. Нервюры сводов подчёркивают его готический облик, контрастирующий с произведениями ренессансного искусства, находящихся в церкви. Интерьер подвергался обновлению в XVI веке. Витраж главного фасада (роза) с изображением Коронования Девы (виден только изнутри) создан в 1365 году.

## Интерьер

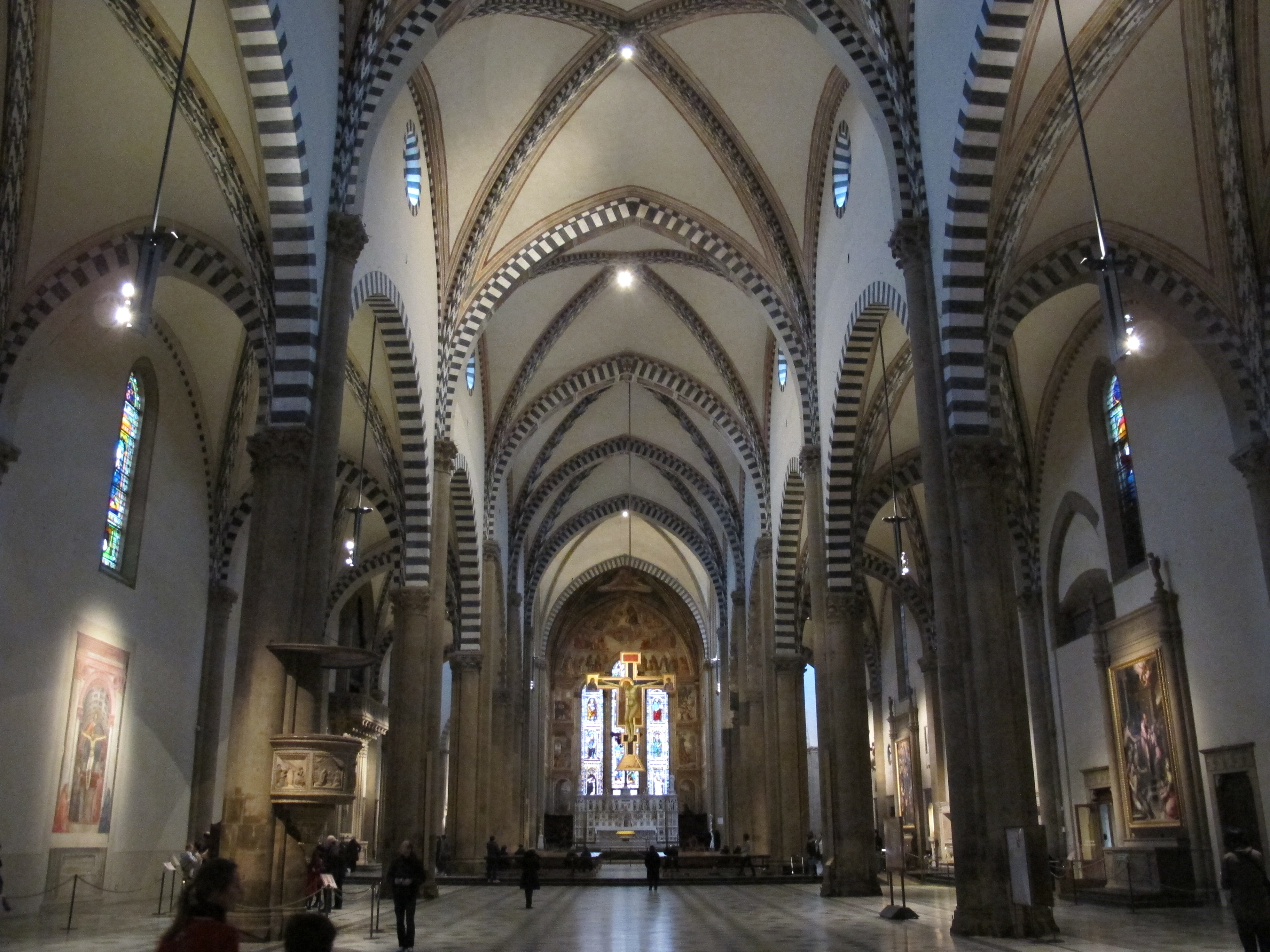
Интерьер церкви

Храм огромен. Длина нефа составляет около 100 метров. План представляет собой латинский крест, но трансепт очень короток, что свойственно зальным храмам цистерцианской готики. В церкви хранится множество произведений искусства XIV-XVI веков. В центре главного нефа находится деревянное расписное Распятие работы Джотто ди Бондоне  (1312). На левой стене главного нефа — необычное и одно из самых знаменитых произведений раннего итальянского Возрождения — Троица (фреска Мазаччо) (1425—1426). По сторонам главного нефа, в боковых приделах находятся двенадцать алтарей, они содержат картины флорентийских живописцев конца XVI—XVII веков. На внутреннем люнете над главным входом — небольшая фреска Сандро Боттичелли «Рождество», случайно открытая в 1860 году. Кафедру церкви создал Ф. Брунеллески по заказу А. Ручеллаи в 1443 году.
В интерьере церкви находится множество скульптурных надгробий. Среди них следует отметить надгробный памятник доминиканской монахине Блаженной Виллане делле Ботти работы Бернардо Росселлино (1451). По правой стороне нефа бюст святого Антонина (из терракоты) неизвестного скульптора XIV века, гробницу епископа Фьезоле работы Тино да Камаино; прекрасную надгробную плиту Леонардо Дати работы Гиберти (1423); гробницу Филиппа Строцци работы Бенедетто да Майано (1491).
Капелла Ручеллаи находится в восточной части трансепта. Она посвящена Святой Екатерине Александрийской и построена в 1320—1330 годах. Капелла украшена фресками и скульптурами художников XIV—XV веков. В капелле Барди по правой стороне нефа находится картина Мадонна Розария работы Дж. Вазари (1570).

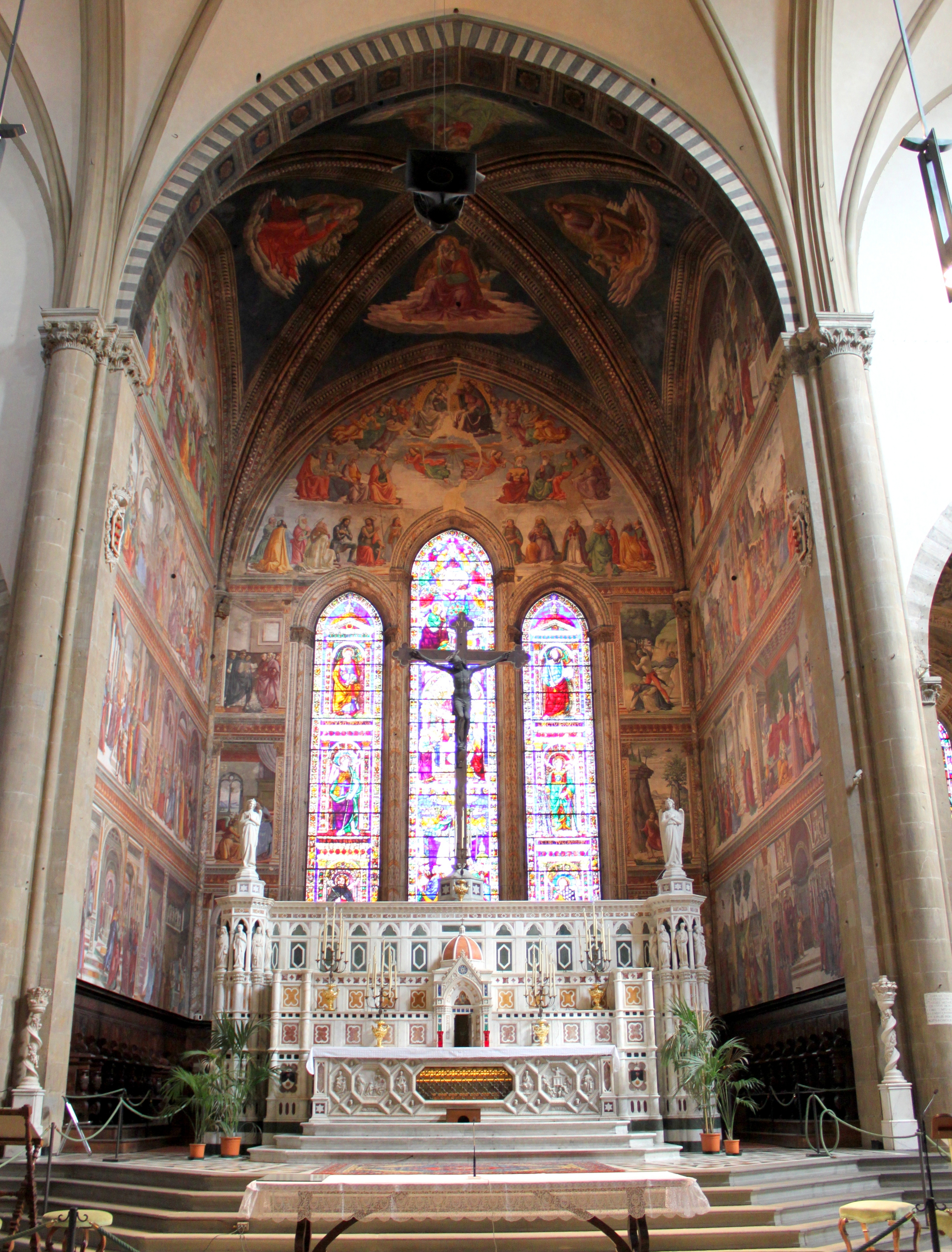
Капелла Торнабуони

Главный алтарь — Капелла Маджоре (или Капелла Торнабуони), посвящённая Вознесению Мадонны. Капелла расписана братьями Орканья в 1348 году. Позднее, после пожара там работали другие художники, создавая фрески из жизни Девы Марии и Иоанна Крестителя: Доменико Гирландайо и его братья Давид и Бенедетто, Себастьяно Майнарди и другие. Большое бронзовое Распятие создал Джамболонья,
По сторонам от главного алтаря находятся капеллы Филиппо Строцци (справа) и Капелла Гонди (слева). В капелле Филиппо Строцци можно увидеть фрески Филиппино Липпи (1502), его же работы витраж в единственном окне: Мадонна с Младенцем. Скульптурное надгробие Ф. Строцци создал Бенедетто да Майано.
Капелла Гонди — творение Джулиано да Сангалло — иначе называют капеллой Распятия, поскольку там находится знаменитое Распятие Брунеллески. В Капелле Строцци Мантуанского, созданной по заказам мантуанской ветви этой семьи и освящённой в честь Фомы Аквинского (в левом трансепте), находятся фрески с изображением Страшного Суда, на правой стене — Ад, на левой — Рай Нардо ди Чоне или Орканьи.
В левом трансепте у Малого (зелёного) клуатра находится знаменитая Испанская капелла (ранее зал капитула), построенная в 1350 году. В 1566 году капелла перешла в собственность Элеоноры Толедской (супруги Козимо Первого) в качестве места собрания членов испанской колонии Флоренции. Отсюда второе название. Автором проекта считается фра Якопо ди Таленто, а покровительствовал строительству флорентийский купец Мико (Буонамико) де Гвидалотти. Капелла расписана в 1366 году Андреа Бонайути. Единый ансамбль фресок охватывает все стены и свод зала и содержит исторические сюжеты и аллегории. Идейной основой программы послужили письменные труды Фра Джакопо Пассаванти, в особенности его сочинение «Зерцало истинного покаяния». Эта программа была впервые расшифрована французским медиевистом Эмилем Малем в 1886 году и подтверждена в 1907 году Л. Вентури.
Многие произведения искусства хранятся в Сакристии церкви. Через решётчатые ворота слева от главного фасада церкви можно попасть в монастырский двор романского стиля (1350 год). Фрески Паоло Уччелло со сценами из Ветхого Завета, которые украшали монастырскую стену, впоследствии были перенесены в трапезную. Пройдя через небольшой Монастырь Усопших, можно попасть в Большой монастырь, окружённый арочными стенами, которые расписаны флорентийскими художниками XV и XVI веков. До 2012 года монастырь находился в ведении военного ведомства. Теперь он открыт для посещения и стал частью музейного комплекса Санта-Мария-Новелла.
- Фрески Кьостро-Верде (Зелёного клуатра). 1420

Фрески Кьостро-Верде (Зелёного клуатра). 1420
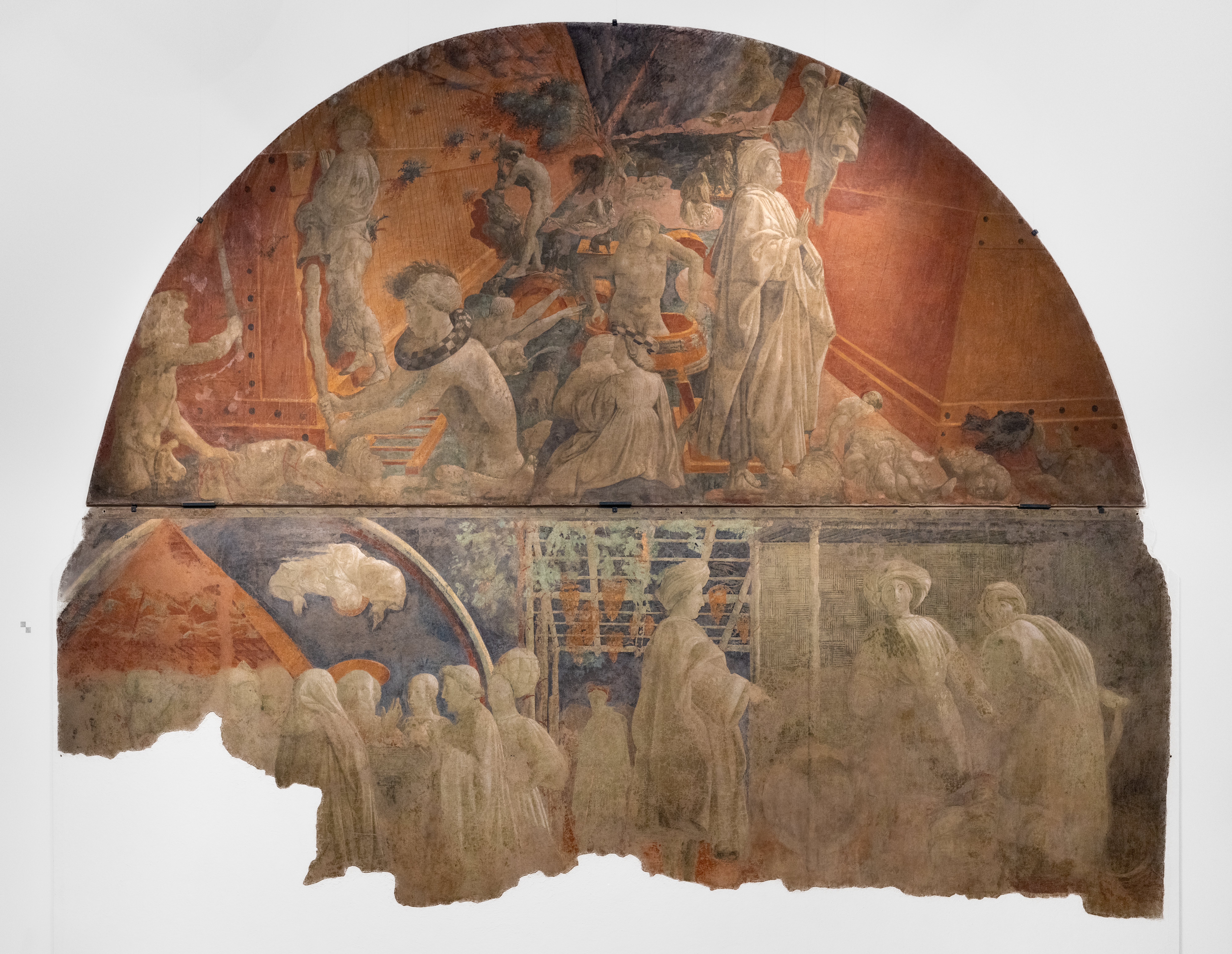
Паоло Уччелло — Потоп и история Ноя
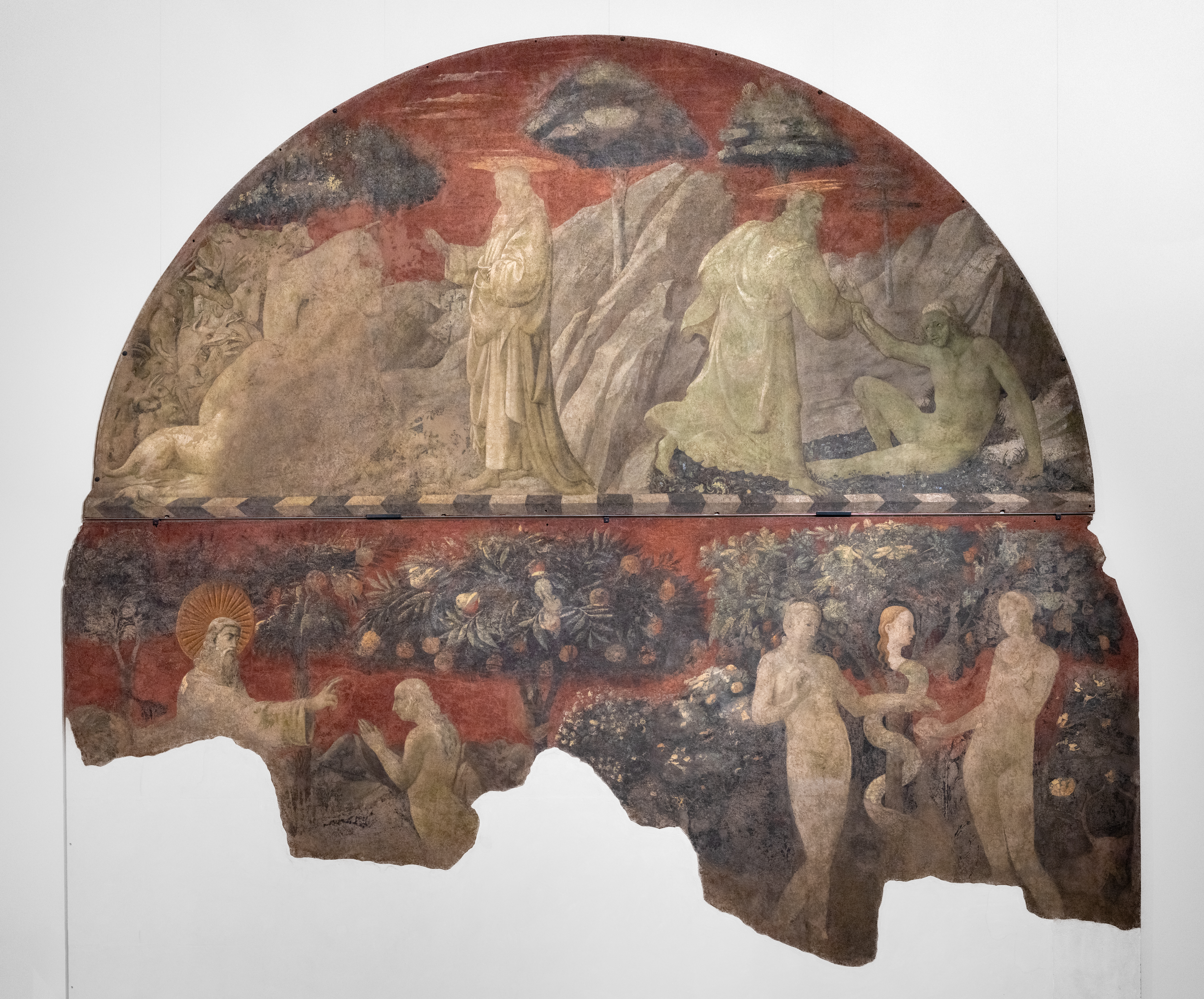
Паоло Уччелло и ученики — сотворение Адама, Евы и первородный грех
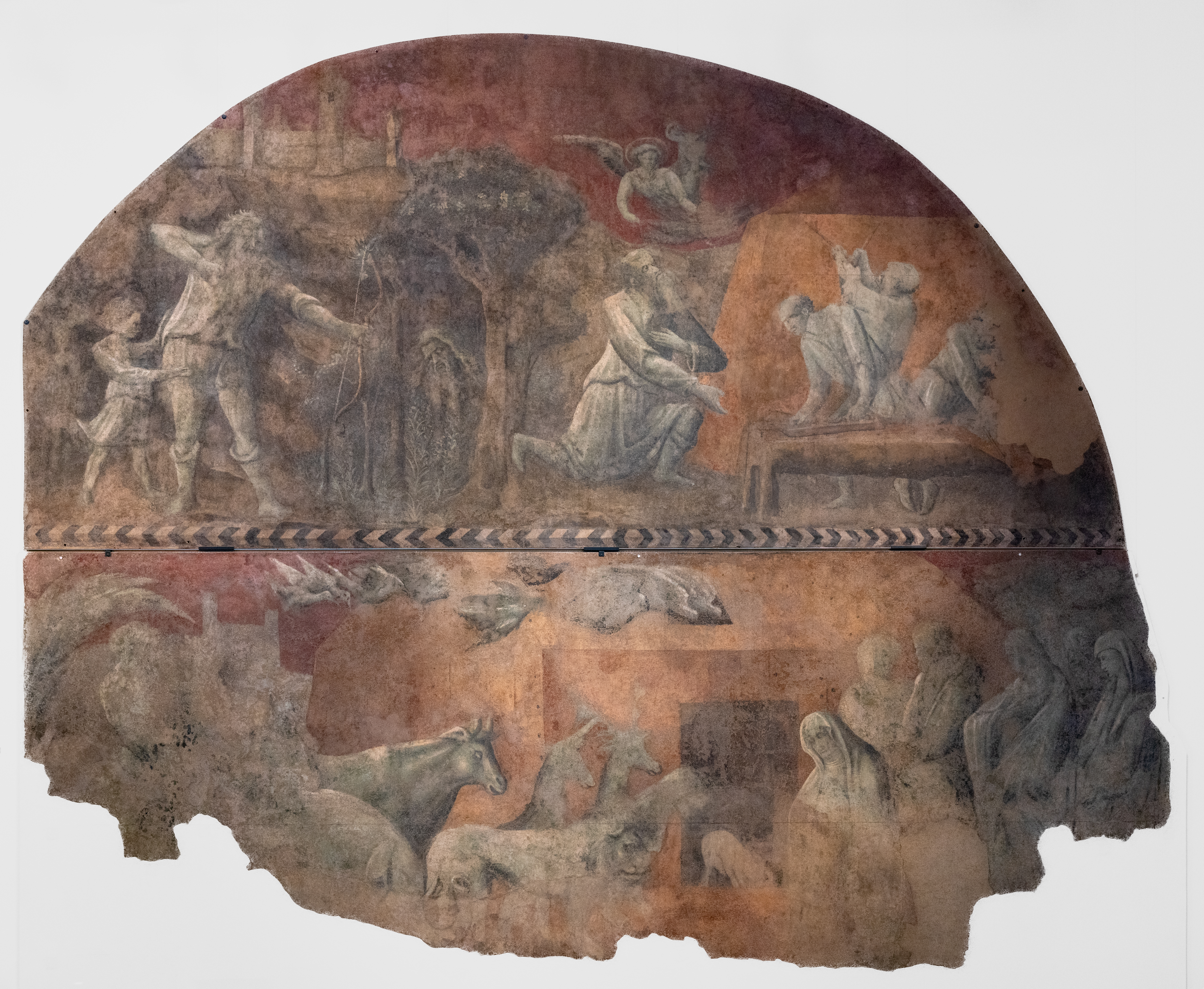
Паоло Уччелло и ученики — строительство ковчега
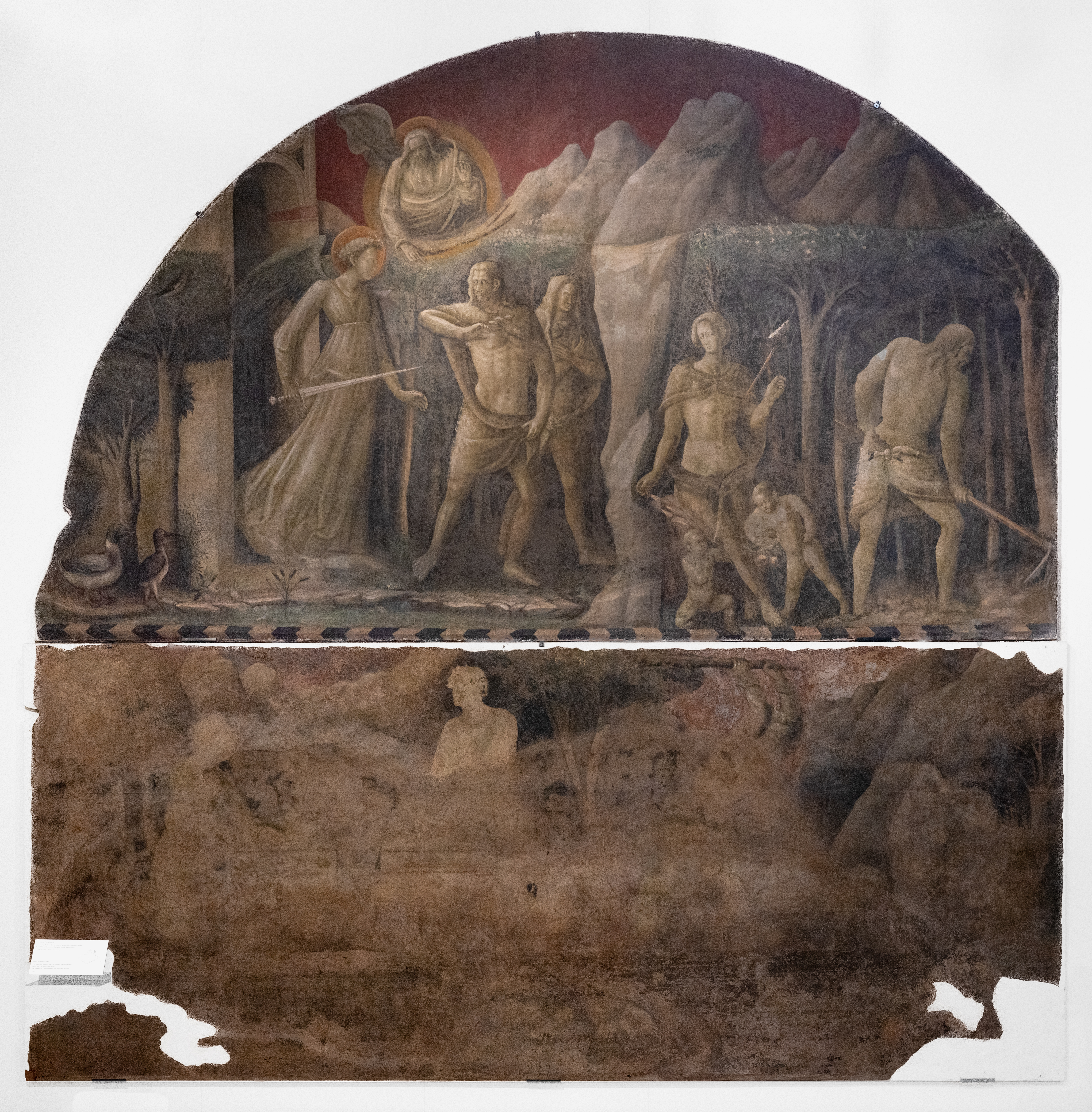
Паоло Уччелло и ученики — изгнание из рая, Каин и Авель

## В культуре

Вид на церковь Санта-Мария-Новелла со стороны одноимённого центрального вокзала Флоренции

- В этой церкви начинается действие романа Джованни Боккаччо «Декамерон» — именно в ней встречаются молодые люди и решаются уехать из Флоренции во время чумы.
- У известного итальянского композитора и исполнителя Пупо есть песня «Santa Maria Novella», посвящённая Флоренции и железнодорожному вокзалу Санта-Мария-Новелла, расположенному рядом с одноимённой церковью.
- В церкви Санта-Мария-Новелла происходит одна из миссий игры Assassin's Creed II. По сюжету, в 1478 году главный герой проникает в катакомбы, проходящие под церковью, и втайне наблюдает за проходящим там собранием, посвящённым заговору Пацци[5].